# Monte Lawit
Monte Kembar (en indonesio y en malayo: Gunung Lawit) es una montaña en la isla de Borneo. Se eleva sobre los 1767 metros de altura y se encuentra en la frontera internacional entre los países asiáticos de Indonesia y de Malasia. En el lado indonesio de la frontera, la montaña se encuentra dentro del parque nacional Betung Kerihun.